# Diastophthalmus flavimanus
Diastophthalmus flavimanus är en tvåvingeart som beskrevs av Lindner 1949. Diastophthalmus flavimanus ingår i släktet Diastophthalmus och familjen vapenflugor. Inga underarter finns listade i Catalogue of Life.